# Ian Burns (snooker)
Pour les articles homonymes, voir Burns.
Ian Burns, né le 11 mars 1985 dans la localité anglaise de Preston, est un joueur de snooker professionnel depuis 2012. Sa carrière est principalement marquée par deux quarts de finale atteints dans des épreuves comptant pour le classement mondial : un lors du Classique Paul Hunter 2017 et l'autre sur l'Open du pays de Galles 2018.

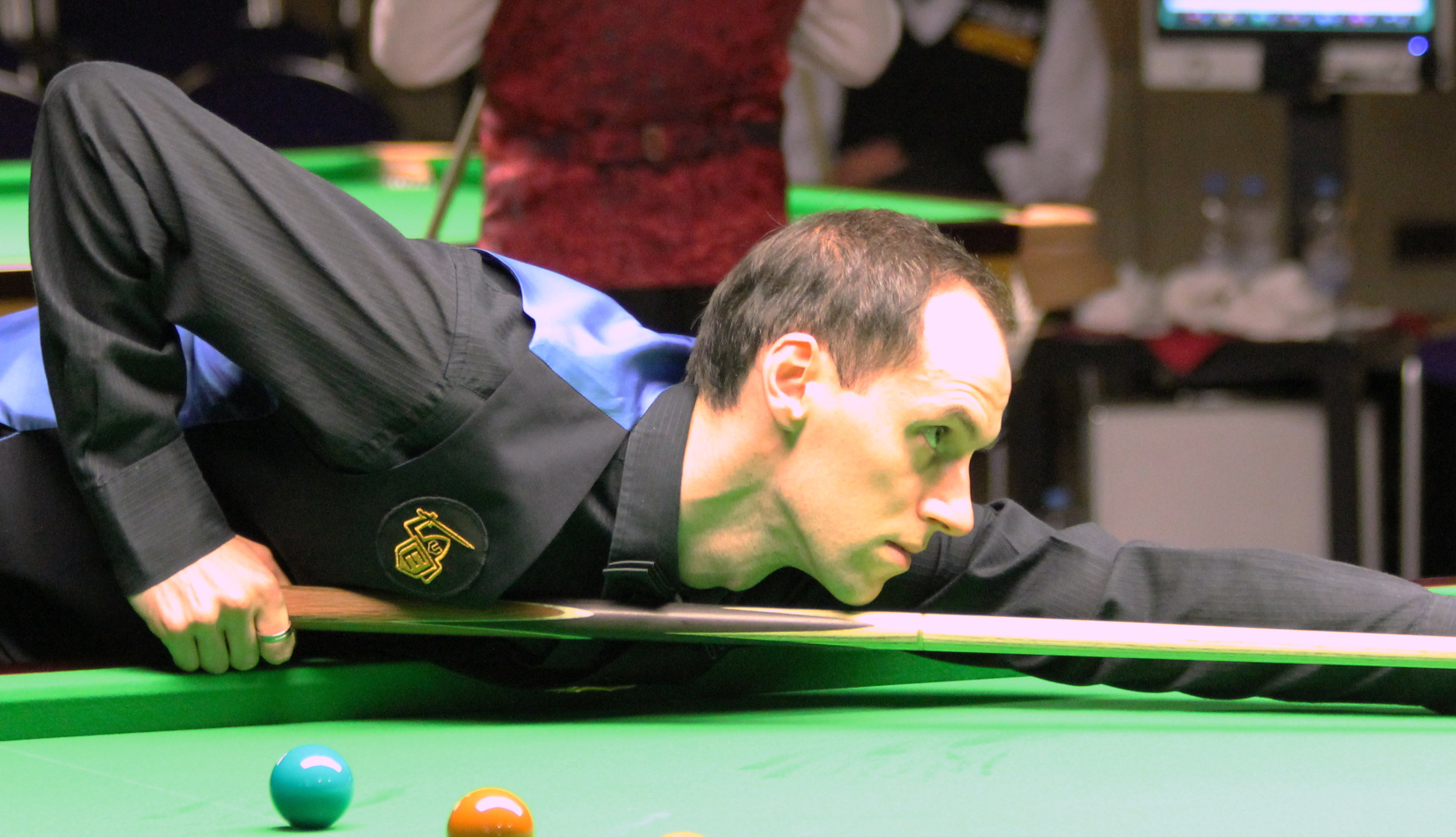
Ian Burns au Classique Paul Hunter en 2012.

## Carrière
Il passe professionnel en 2012 grâce à une victoire face à Rod Lawler à l'occasion du match final de la Q School. Burns connait une première saison au niveau professionnelle encourageante sur les épreuves mineures du championnat du circuit des joueurs, obtenant son meilleur résultat au cours de l'Open d'Écosse, où il bat des joueurs biens mieux classés que lui comme Marcus Campbell et Liang Wenbo, avant de perdre face à Ding Junhui en quarts de finale. C'est également en 2013, qu'il est nommé jeune joueur de l'année par la World Professional Billiards and Snooker Association (WPBSA), en partie parce qu'il a terminé à la 68e place du classement mondial, la plus élevée des joueurs qui faisaient leurs débuts sur le circuit cette saison. 
Il réalise son premier quart de finale dans un tournoi classé au Classique Paul Hunter, en août 2017. Malgré l'absence de nombreux joueurs du top 16, Burns parvient à éliminer le 11e joueur mondial, Kyren Wilson en huitièmes de finale (4-3). Opposé au Gallois Michael White, no 26 mondial, il s'incline 4 manches 1. Burns réédite cette performance quelques mois plus tard à l'Open du pays de Galles en éliminant l'Australien Neil Robertson en chemin, 4-3, mais il est battu par Noppon Saengkham, 5-3. Entre-temps, Burns obtient son meilleur classement en avril 2017, avec une 60e place. 

## Vie personnelle
Son épouse (Alison) est une élue locale.
Depuis 2025, Ian Burns tient une chaine YouTube sur le modèle d'autres joueurs tels que Stephen Hendry, Shaun Murphy, John Astley ou encore Nicolas Mortreux. Il y propose notamment des conseils techniques et des exercices pour progresser au snooker.
Sportif aguerri, Burns est adepte des triathlon.